# Héctor Baldassi

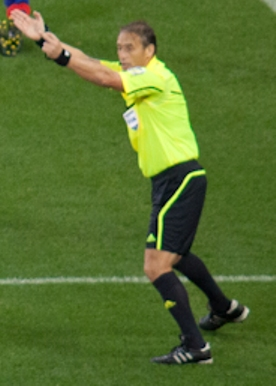
Héctor Baldassi

Héctor Baldassi, född 5 januari 1966 i Río Ceballos, Córdoba, är en argentinsk fotbollsdomare som bland annat dömt i Olympiska sommarspelen 2008. Han var en av domarna som dömde i fotbolls-VM 2010 i Sydafrika, där hans första match var den mellan Serbien och Ghana den 13 juni. Baldassi har varit Fifa-domare sedan 2000.